# Малазька тайфа
Малазька тайфа (Taifa de Málaga; араб. طائفة مالقة) — в 1026–1058, 1073–1090, 1145–1153 і 1229—1239 роках ісламська монархічна держава на Піренейському півострові зі столицею в місті Малага. Арабською — емірат аль-Малака.

## Історія
Заснована в 1026 році кордовським халіфом аль-Муталі (з династії Хаммудидів) після його вигнання з Кордови. Протягом усього правління аль-Муталі вів боротьбу з Севільською тайфою. Йому вдалося підпорядкувати собі Кармонську тайфу, що мала стратегічно важливе розташування, але незабаром її було відвойовано севільцями.
1035 року після смерті аль-Муталі держава розділилося. У Малазі заркіпився брат попереднього еміра Ідріс I, а в Альхесірасі його небіж — Мухаммед ібн аль-Касім. При цьому боротьба проти Севільської тайфи тривала, досягнувши свого апогею в 1039 році, коли емір Малаги за підтримки правителів Альмерії, Гранади і Кармона у битві біля Есіхи завдав поразки Аббаду I, еміру Севільї.
Смерть Ідріса I 1039 року спричинила боротьбу за владу й ослаблення тайфи. З 1047 року в справи держави стали втручатися правителі Гранади. 1058 року еміра Ях'ю III було повалено, а тайфу приєднано до Гранади.
1073 року після смерті гранадського еміра Бадіса ібн Хабуса його онук Тамім отримав самостійність в Малазі. В подальшому тайфа стає союзником Альморавідів, які зміцнившись на Піренеях 1090 року ліквідували Малазьку тайфу.
1145 року з занепадом держави Альморавдів військовик Абу'л-Хакам аль-Хусейн відновив Гранадську тайфу. Втім вже 1153 році вннаслідок дій Альмохадів її було знову знищено.
1229 року скориставшись поразками Альмохадів від християнських держав Абдаллах ібн Заннун знову відновив Малазьку тайфу. Але йому довелося вести постійні війни з Гранадським еміратом, який 1239 року підкорив Малагу.

## Територія
Охоплювало територію на півдні Піренейського півострова. На сході межувала з Гранадською тайфою, на півночі - Севільською тайфою, на південному заході - Ахесіраською тайфою. Також Малазька тайфа мала володіння на Африканському узбережжі - Сеуту і Танжер (до 1055 року).

## Еміри

### Хаммудиди
- Ях'я I аль-Муталі (1026—1035)
- Ідріс І (1035—1039)
- Ях'я II (1039—1040)
- Гасан аль-Мустансір (1040—1042)
- Ная (1042), узурпатор
- Ідріс II (1042—1047), вперше
- Мухаммед I (1047—1053)
- Ідріс III (1053)
- Ідріс II (1053—1055), вдруге
- Мухаммед II (1055)
- Ях'я III (1055—1058)

### Зіріди
- Бадіс ібн Хабус (1058—1073)
- Тамім ібн Булуггін (1073—1090)

### Хассуніди
- Абу'л-Хакам аль-Хусейн (1145—1153)

### Заннуніди
- Абдаллах ібн Заннун (1229—1239)